# Zdobycie Suzy przez Asyryjczyków
Zdobycie Suzy – starcie zbrojne, które miało miejsce w roku 647 p.n.e. r. w trakcie walk Asyryjczyków z Elamitami.
Po zdobyciu Babilonu w roku 648 p.n.e. wojska Aszurbanipala wyruszyły przeciwko Elamowi, niszcząc po drodze miasta i wioski. Zdobyto m.in. miasto Bit-Imbi, gdzie do niewoli wzięto adoptowanego syna króla Elamu, Ummanaldasi. Sam król zaś uciekł ze stolicy w góry. Na tronie elamskim Asyryjczycy osadzili Tamaritu, który jednak zbuntował się, ale został pokonany. W czasie chwilowego wycofania się Asyryjczyków, do władzy powrócił Ummanaldasi, ale w roku 647 p.n.e. Aszurbanipal ponownie uderzył na ziemie Elamu całkowicie niszcząc kraj. Najgorszy los spotkał królewskie miasto Suza, które zostało zdobyte i zniszczone. W ręce Asyryjczyków wpadły olbrzymie skarby przechowywane od setek lat w miejscowym skarbcu. Odzyskano m.in. posąg bogini Nanaji zabrany ponad 1500 lat wcześniej z Uruk. W zdobytej Suzie w gruz obrócono miejscowe świątynie i posągi bóstw. Zdewastowano grobowce królewskie, a kości zmarłych wywieziono do Asyrii, by nie mogły być obiektem kultu. Ruiny miasta posypano na koniec solą, tak aby nie mogło odrodzić się tam życie. Wkrótce w ręce Aszurbanipala wpadł król Ummanaldasi, którego najprawdopodobniej zgładzono w Niniwie. Spacyfikowany Elam przestał stanowić zagrożenie dla imperium, ale też odsłonił flankę imperium, któremu dotąd służył jako bufor.
Zdobcie Suzy Aszurbanipal opisał w inskrypcji:
Suza, wielkie święte miasto, dom ich boga, siedziba ich tajemnic, zdobyłem. Wszedłem do jej pałaców, otworzyłem jej skarbce, gdzie srebro i złoto, dobra i bogactwo zostały nagromadzone... Zniszczyłem (...) Zredukowałem świątynie Elamu do niczego; ich bogowie i boginie rozproszył wiatr. Grobowce ich starożytnych i ostatnich królów, które zdewastowałem, wystawiłem do słońca i zabrałem ich kości do ziemi Aszura. Zdewastowałem prowincje Elamu i na ich ziemiach posiałem sól.